# آيدل-فيلق الأورال

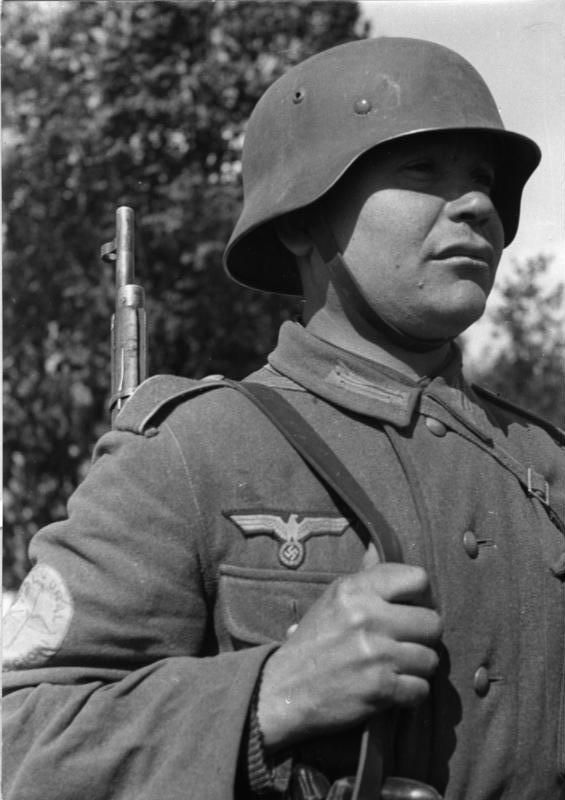
فولغا بلغاري يرتدي الزي الألماني

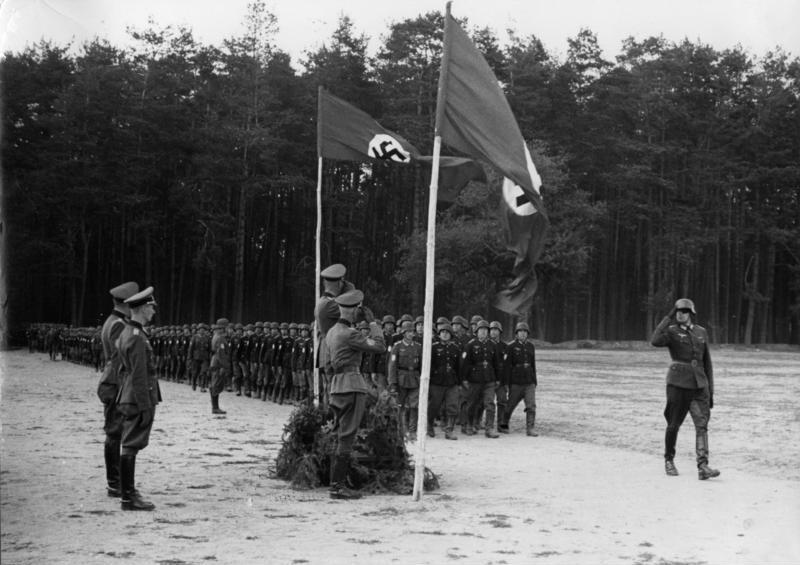
وحدة فولغا البلغارية في الفيرماخت

فيلق فولغا البلغاري ( (بالألمانية: Wolgatatarische Legion)‏    ) أو فيلق أيدل أورال-( Janalif : أيدل أورال-Legionь) وحدة من المتطوعين في الفيرماخت تتألف من مسلمي الفولغا البلغار، بل شمل أيضا غيرها من شعوب أيدل أورال مثل البشكيريون وتشوفاش، مارييون، أدمورتيون، وموردوفيون.  

واحدة من ثلاث شعارات المستخدمة في الفيلق إيديل أورال (Wolgatatarische)

واحدة من ثلاث شعارات المستخدمة في الفيلق إيديل أورال (Wolgatatarische)